# 二条師忠
二条 師忠（にじょう もろただ）は、鎌倉時代中期の公卿。関白・二条良実の三男。官位は従一位・関白、左大臣。二条家2代当主。号は香園院関白。

## 官職および位階等の履歴
日付は旧暦による。
- 建長6年（1254年）
  - 誕生。
- 文応元年（1260年）
  - 8月23日：元服。同日正五位下、聽禁色。
  - 8月28日：任侍従。
  - 10月10日：右少将。
- 弘長元年（1262年）
  - 1月5日：従四位下。
  - 1月7日：右少将如元。
  - 2月5日：備前権介。
  - 7月21日：従四位上。
- 弘長2年（1263年）
  - 1月5日：従三位。右少将如元。
  - 3月29日：正三位。
  - 閏7月23日：轉左中将。
- 弘長3年（1264年）
  - 2月19日：従二位。
  - 4月5日：権中納言。
- 文永元年（1265年）
  - 1月5日：正二位。
- 文永2年（1266年）
  - 10月22日：権大納言。
- 文永6年（1269年）
  - 3月27日：兼右近衛大将。
  - 6月1日：右馬寮御監。
  - 11月16日：蒙任大臣兼宣旨。
  - 11月28日：内大臣。
  - 12月2日：右大将如元。
- 文永7年（1270年）
  - 11月29日：遭父喪。
- 文永8年（1271年）
  - 2月8日：復任。
  - 3月27日：轉右大臣。右大将如元。
- 文永10年（1273年）
  - 4月12日：辞右近衛大将、賜兵仗、勅授帯剣。
- 建治元年（1275年）
  - 8月21日：辞兵仗。
  - 11月5日：兼東宮傅。
  - 11月10日：一上宣。
  - 12月22日：轉左大臣。東宮傅如元。
- 建治2年（1276年）
  - 1月1日：白馬等内弁。
- 建治3年（1277年）
  - 1月5日：従一位（後宇多天皇加冠）。
- 弘安元年（1278年）
  - 豊明内弁。
- 弘安2年（1279年）
  - 白馬踏歌等内弁。
- 弘安6年（1283年）
  - 2月27日：服解（母）。
  - 5月29日：復任。
- 弘安9年（1286年）
  - 踏歌内弁。
- 弘安10年（1287年）
  - 8月11日：詔為関白。左大臣、東宮傅如元。同日氏長者。
  - 8月20日：随身兵仗牛車宣下。
  - 10月21日：止東宮傅。
- 正応元年（1288年）
  - 4月27日：上表（初度）。
  - 6月17日：上表（第二度）。
  - 6月26日：上表（第三度）。同日辞退（勅許）。
  - 御即位内弁。
- 正應2年（1289年）
  - 4月13日：止関白（無上表之儀）。
- 永仁元年（1294年）
  - 11月29日：出家、法名行隆。
- 暦応4年/興国2年（1341年）
  - 1月14日：薨。享年88。

## 系譜
- 父：二条良実
- 母：非参議坊門親仲の娘
- 養母：四条灑子 - 四条隆衡の娘、二条良実正室
- 妻：坊門祚子 - 坊門基信の娘
- 妻：源康成の娘
  - 二男：二条冬通（1285-1316） - 正三位左中将
- 生母不明の子女
  - 男子：慈智
  - 男子：忠瑜
  - 女子：二条道平室
  - 女子：源彦仁室、忠房親王母
- 養子
  - 男子：二条兼基（1267-1334） - 実弟
- 猶子
  - 男子：良忠 - 天台宗の僧、殿法印